# A Casa das Sete Mulheres (romance)
A Casa das Sete Mulheres é um romance escrito pela autora gaúcha Letícia Wierzchowski, lançado em abril de 2002 pelo Grupo Editorial Record.

## Enredo
A história se passa no Rio Grande do Sul, na época do Brasil Imperial, e narra a saga da família do General Bento Gonçalves, cujos homens partem para a guerra mais longa guerra civil da América do Sul, a Revolução Farroupilha (ocorrida entre 1835 a 1845), e as mulheres permanecem à espera de um desfecho, na estância da família durante dez anos. Há relatos de amores, amizades, esperança e frustações que permeiam as mulheres que conviveram 10 anos juntas. 

## Personagens
As sete mulheres da trama foram conhecidas como: D. Antônia, Caetana, Rosário, D. Ana, Perpétua, Manuela e Mariana. 
À Manuela, a personagem-narradora, foi atribuída a tarefa de relatar os fatos, tomando uma posição contrária à ideia de mulher submissa. A personagem é culta, dominando a prática da escrita, mas, ao mesmo tempo, é dita como respeitosa, bem-educada e seguidora as regras da sociedade. Tais comportamentos indicam que Manuela não tinha um interlocutor real em seu mundo.  Há trechos, como quando Manuela toma coragem e começa a cortar seu cabelo com uma tesoura, que permitem uma aproximação de Manuela com personagens femininas históricas, tais como Joana d'Arc e Anita Garibaldi.
Em contrapartida, há Mariana, ousada e movida pela paixão. Rompe com as regras sociais para viver um romance com um nativo, representando os desejos da mulher. 
Rosário, apaixonada pelo soldado uruguaio Steban, fica desolada a morte de seu amado, tornando-se alheia às pessoas e aos acontecimentos, encarando pesadelos e alucinações da figura de Steban.  
Caetana, esposa de Bento Gonçalves, recebe-o de volta ao final da guerra, pobre e doente. 
D. Antônia e D. Ana são irmãs de Bento Gonçalves. A primeira era quem administrava a Estância da Barra após a morte do marido Joaquim Ferreira. 

## Repercussão
O livro levou à produção de uma minissérie com o mesmo nome, exibida pela Rede Globo no ano seguinte. A minissérie impulsionou suas vendas, que passaram de menos de 13 mil exemplares para mais de 30 mil em apenas três semanas.